# アメリカン・ポップ
『アメリカン・ポップ』（American Pop）は、ラルフ・バクシが監督し、1981年に北米で公開されたアニメ映画（日本公開は1996年）。4世代にも亘るユダヤ系アメリカ人家族の人生を通じて、20世紀のアメリカの音楽史を辿る物語となっている。この作品で特徴的なのは実写映像の取り込みによるロトスコープ・アニメーションでの作画であり、登場人物が非常に生き生きと描かれている点である。それだけでなく実写映像やその他の実験的なコンピュータ映像も織り交ぜており、全体を通して意欲的な映像となっている。
作品自体は高く評価されたものの、非常に多くの使用楽曲のライセンス料が重荷となり、興行成績としては振るわなかった。

## 主人公
この作品には4世代にわたり主人公が入れ替わる。最初の主人公ザルミーの父親も序盤に登場するため、厳密には5世代である。ここではその5人を紹介する。
ヤコブ（Jaacob Belinsky）（～20世紀初頭）
ユダヤ系ロシア人で、最序盤のみに登場。ユダヤ教の儀式の真っ最中にコサックに切り殺される（その儀式の完遂を見るのはピートであり、この映画のキーポイントとなっている）。
ザルミー（Zalmie Belinsky）（20世紀前後～おそらく1950年代）
ヤコブの息子で、幼少の頃に母親とともにコサックの虐殺から逃れてアメリカ（おそらくニューヨーク）にやって来る。芝居の才能を見いだされて劇団に入り、歌手を目指すものの第一次大戦の戦地興行中に喉を撃たれて声が大きく変わってしまい、歌手の夢を断念する。劇団のストリッパーと結婚し、また彼女の歌手としての才能を見出して歌手としてデビューさせる。劇団でザルミーの面倒を見ていた人物がマフィアの出身であったため、結婚以後はマフィアの重役としての人生を歩む。
ベニー（Benny Belinsky）（1920年代～1940年代）
ザルミーの息子。ピアノに非凡な才能を持っていたが、プロデビューすることなく地元のジャズクラブでの演奏を楽しむに止まっていた。父ザルミーの決めた相手と結婚し息子を授かるが、その顔を見ることなく第二次大戦にて命を落とす。
トニー（Tony Belinsky?）（1940年代～おそらく1970年代）
ベニーの息子。家族構成（母親の再婚や、新しく出来た妹たち）に自分の居場所を見いだせず、若くして家出する。カリフォルニアを目指して旅をし、その間に立ち寄ったカンザスにてウエイトレスと一夜を過ごす。楽器や歌は不得手であり音楽の才能はないと思われていたが、カリフォルニアにてバンドに入り、作詞家として大きく成功する。バンドのツアー中に立ち寄ったカンザスにてピート（後述）と出会い、ボーカルの死去によりバンドが解散した後はピートと共にニューヨークに舞い戻る。路上生活を送っていたが、あるときピートの前から姿を消し、それ以降の行方は不明である。
ピート（Little Pete）（1960年代～）
トニーとウエイトレスの間に出来た息子。初めて父親のトニーと出会うまでカンザスで暮らしていたが、トニーと共にニューヨークにやって来る。トニーと別れた後はドラッグディーラーとして生計を立てていたが、ふとユダヤ教の儀式を目にしたことがきっかけにで音楽の才能が目覚める。

## 使用楽曲
楽曲リストは英語版American Pop#Soundtrackを参照のこと。
音楽をテーマにした映画らしく使用楽曲は46曲にも上り、アメリカの音楽史を通してバラエティに富んだ選曲がなされている。しかしライセンス料が膨大になるという理由で、サウンドトラックCDは発売されておらず、レコード版については10曲しか収録されていない。殆どはオリジナル音源のまま使用されているが、いくつかは映画のために再録音され、サウンドトラックがない現状では劇中でしか聞くことができない。

## 日本での公開
日本では公開直前にお蔵入りし幻の作品となっていたが、1996年1月に『ヘヴィメタル』の再公開記念前夜祭レイトショー『アニメーション・フィルムナイト』で東京のみ、1週間限りの限定で上映された。2025年現在、国内でVHSおよびDVDは販売されていない。